# Casa Mauri (Tremp)
La Casa Mauri és un edifici de Santa Engràcia, al municipi de Tremp (Pallars Jussà), catalogat com a bé cultural d'interès local.

## Descripció
Edifici que ocupa una parcel·la força extensa i de forma molt irregular, i que presenta el seu frontis principal al carrer Major. La renovació recent d'aquesta façana fa que no presenti cap element arquitectònic que destaqui per la seva vàlua patrimonial o per la seva antiguitat. Es conserven les obertures i els paraments de pedra originals, incloses les arcades de mig punt i de grans dimensions situades a la planta baixa, i construïdes amb llosetes del país disposades a mode de dovelles.